# Armando Sotres
Armando Sotres Castañeda (* 1927; †  8. Oktober 2017) war ein mexikanischer Unternehmer im Bereich der Gastronomie. 

## Leben
Sotres kam Anfang 1960 von Mexiko-Stadt in das aufstrebende Acapulco und gründete dort im selben Jahr das Restaurant Armando’s, das zu jener Zeit gemeinsam mit dem von dem Schweizer Teddy Stauffer gegründeten Restaurant La Perla als das beste Restaurant der Stadt galt.
1967 eröffnete er den Nachtklub Armando’s Le Club, der vom Studio 54 in New York inspiriert war und sich zur ersten modernen Diskothek in Lateinamerika entwickelte. Medienberichten zufolge gehörten berühmte Persönlichkeiten wie Elizabeth Taylor, Ava Gardner, Frank Sinatra, Kirk Douglas und Tony Curtis zu den Besuchern und sorgten dafür, dass sich das Nachtleben in Acapulco entwickelte. So gilt Sotres als der Vorreiter der Diskothekenlandschaft in Acapulco.
Aus seiner Liaison mit dem Model Tony Starr gingen 2 Töchter hervor, von denen eine die Schauspielerin Issabela Camil ist. Sie war in ihrer Jugend mit dem mexikanischen Sänger Luis Miguel liiert und ist heute mit dem Fernsehproduzenten Sergio Mayer verheiratet.
Sotres, der zahlreiche Beziehungen gehabt haben soll, hatte unter anderem eine Affäre mit der Schauspielerin Lana Turner, während sie einen Urlaub in Acapulco verbrachte.